# Boiga bengkuluensis
Boiga bengkuluensis este o specie de șerpi din genul Boiga, familia Colubridae, descrisă de Orlov, Kudryavtzev, Ryabov And Shumakov în anul 2003. Conform Catalogue of Life specia Boiga bengkuluensis nu are subspecii cunoscute.